# The Tigress
The Tigress è un cortometraggio muto del 1915 diretto da Lorimer Johnston.

## Trama
Coraggiosa, aggressiva, priva di paura, The Tigress rapisce il bambino di un riccone che alleverà come un figlio, riversando su di lui tutto il suo amore di bestia feroce. Diventata capo della banda, controlla tutti i suoi con volontà di ferro ma tiene lontano il figlio dalle sue attività criminali. Quando la polizia mette con le spalle al muro la gang e arresta la donna-tigre, lei, sprezzante fino alla fine, confessa tutto, bacia il suo ragazzo e si suicida.

## Produzione
Il film fu prodotto dalla Vitagraph Company of America (con il nome Broadway Star Features).

## Distribuzione
Distribuito dalla General Film Company, il film - un cortometraggio in tre bobine - uscì nelle sale cinematografiche statunitensi il 28 agosto 1915.